# Koninkrijk Polen (1385-1569)
Het koninkrijk Polen was een Poolse staat die gecreëerd werd door de Litouwse grootvorst Jogajla, die zich liet dopen en tot Wladislaus II van Polen liet kronen.
Door de Unie van Kreva werden de twee aparte landen koninkrijk Polen en grootvorstendom Litouwen verenigd onder één vorst, tegelijkertijd koning van Polen en grootvorst van Litouwen. Deze unie werd nog verstevigd door de Unie van Lublin in 1569 toen de landen officieel verenigd werden in het Pools-Litouwse Gemenebest.